# Heugueville-sur-Sienne
Heugueville-sur-Sienne ist eine französische Gemeinde mit 462 Einwohnern (Stand: 1. Januar 2022) im Département Manche in der Region Normandie (vor 2016 Basse-Normandie). Die Gemeinde gehört zum Arrondissement Coutances und zum Kanton Coutances. Die Einwohner werden Heuguevillais genannt.

## Geographie
Heugueville-sur-Sienne liegt nahe der Atlantikküste auf der Halbinsel Cotentin, etwa fünf Kilometer westsüdwestlich von Coutances am Ästuar der Sienne. Umgeben wird Heugueville-sur-Sienne von den Nachbargemeinden Tourville-sur-Sienne im Norden, Bricqueville-la-Blouette im Osten, Orval sur Sienne im Süden und Südosten sowie Regnéville-sur-Mer im Süden und Südwesten.

## Bevölkerungsentwicklung
| Jahr      | 1962 | 1968 | 1975 | 1982 | 1990 | 1999 | 2006 | 2013 | 2018 |
| --------- | ---- | ---- | ---- | ---- | ---- | ---- | ---- | ---- | ---- |
| Einwohner | 454  | 467  | 489  | 500  | 476  | 484  | 543  | 541  | 526  |

Quelle: INSEE

## Sehenswürdigkeiten

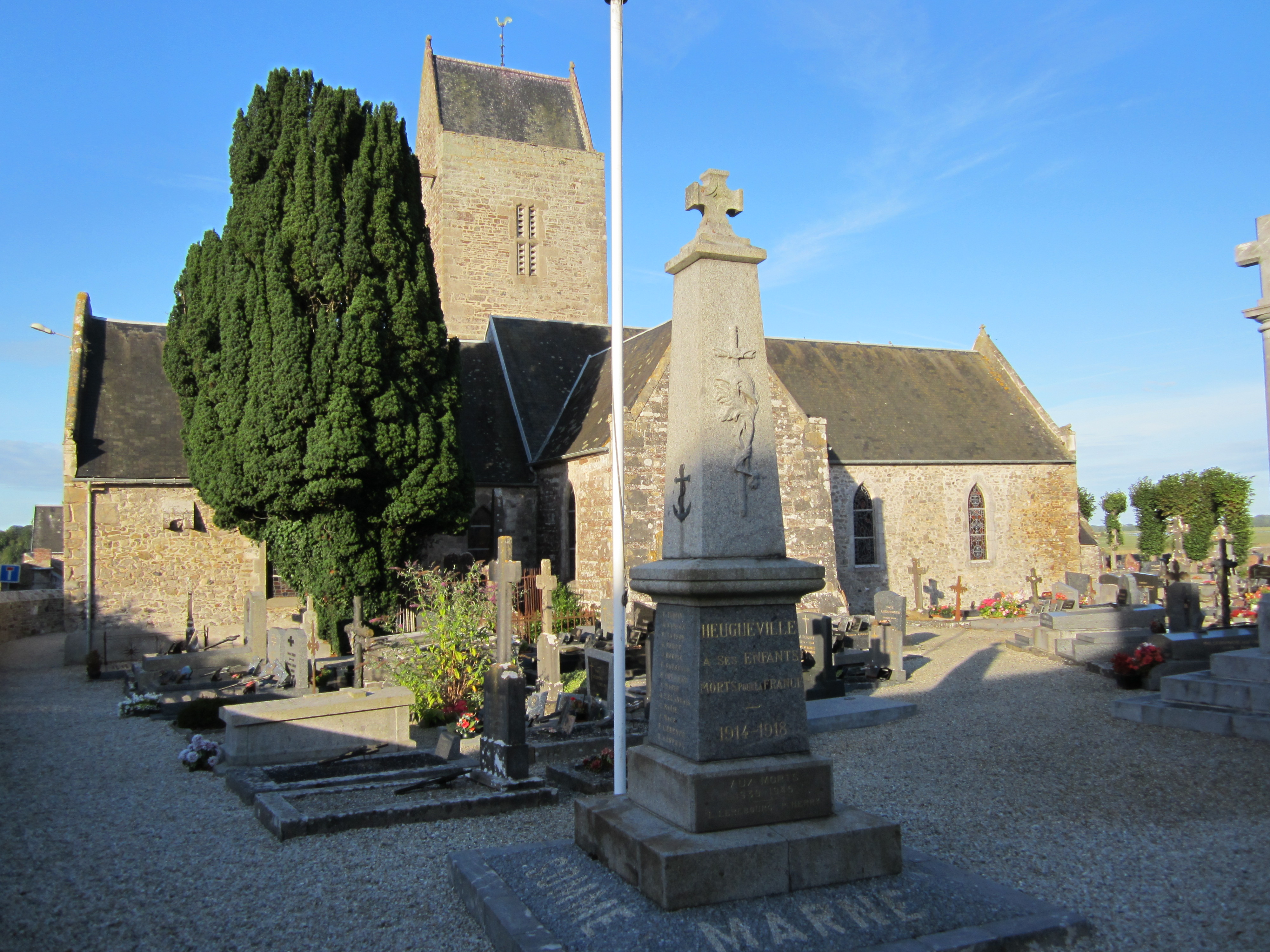
Kirche Saint-Pierre

- Kirche Saint-Pierre